# Ароян Вараздат Аршакович
Вараздат Хароян (вірм. Վարազդատ Հարոյան, нар. 24 серпня 1992, Єреван) — вірменський футболіст, захисник клубу «Пюнік» та національної збірної Вірменії.

## Клубна кар'єра
Вихованець футбольної школи «Пюнік». У 2008 році грав в «Патані», у складі якого виступали юнаки до 17 років з клубів вищої ліги. Пов'язано це було з тим, щоб гравці, які не потрапляють в склади своїх команд, підтримували ігрову форму. Ароян був на той момент одним з таких гравців.
У 2009 році дебютував за основу «Пюніка» у Прем'єр-лізі у матчі проти «Гандзасара» в Єревані. Ароян вийшов на заміну замість Артура Єдігаряна на 90 хвилині матчу. У тому сезоні Ароян у складі «Пюніка» став чемпіоном та володарем Кубка. А з 2010 року був гравцем основного складу і ще двічі вигравав чемпіонат, а також чотири рази Кубка і тричі Суперкубок.
У червні 2016 року перейшов до іранського клубу «Трактор Сазі». Тим не менше, через день трансфер був скасований керівництвом «Трактора» після протестів прихильників клубу  в силу історичних конфліктів між вірменськими та азербайджанськими спільнотами. Через кілька годин після розриву контракту Ароян став гравцем іншого іранського клубу «Падіде». Відтоді встиг відіграти за мешхедську команду 10 матчів в національному чемпіонаті.
З 2017 року Апрян провів, граючи в російських клубах «Урал» та «Тамбов».
В травні 2021 року футболіст перейшов до іспанського «Кадіса», з яким підписав дворічний контракт. Та по завершенню сезону контракт з іспанським клубом було розірвано. По одному сезону захисник провів у кіпрському «Анортосісі» та китайському клубі «Циндао Вест Кост».
В січні 2025 року Ароян повернувся до Вірменії, де на правах вільного агента приєднався до клубу «Пюнік».

## Виступи за збірні
2008 року дебютував у складі юнацької збірної Вірменії, взяв участь у 22 іграх на юнацькому рівні, відзначившись 2 забитими голами.
Протягом 2011–2014 років залучався до складу молодіжної збірної Вірменії. На молодіжному рівні зіграв у 12 офіційних матчах.
10 серпня 2011 року дебютував в офіційних іграх у складі національної збірної Вірменії в товариському матчі зі збірною Литви. Наразі провів у формі головної команди країни 25 матчів, забивши 1 гол.

## Досягнення
- Чемпіон Вірменії (3):

«Пюнік»: 2009, 2010, 2014-15
- Володар Кубка Вірменії (5):

«Пюнік»: 2009, 2010, 2012-13, 2013-14, 2014-15
- Володар Суперкубка Вірменії (3):

«Пюнік»: 2010, 2011, 2015